# Rhoadsia altipinna
Rhoadsia altipinna är en fiskart som beskrevs av Fowler, 1911. Rhoadsia altipinna ingår i släktet Rhoadsia och familjen Characidae. Inga underarter finns listade i Catalogue of Life.